# 大久保かれん
大久保かれん（おおくぼ かれん、1968年12月26日 - ）は、日本のDJ・タレント。兵庫県神戸市出身。血液型O型。既婚。従弟は「HAL YAMASHITA 東京」のエグゼクティブシェフ・山下春幸。

## 来歴
神戸市内で生まれ、その後家庭の都合により神戸、横浜、東京、ニューヨークで過ごす。小学校6年生以降は神戸で育ち、神戸山手女子中学校・高等学校卒業を経て、甲南女子大学卒業。
23歳の時、Kiss-FM KOBEのDJオーディションに合格したのを機にデビュー。1999年10月から、ラジオでの活動を1年半休業。その後、2001年4月に復帰（その間も、当時MCを担当していた「KOBE CALLING」には出演していた）。
2009年8月にKiss-FM KOBEを卒業。神戸を中心に、イベントMCなどの活動を続ける。2010年5月からは、4月のスペシャルDJ・ジーン長尾の後を受け、FM COCOLOの朝の番組「AMUSIC MORNING 765」を担当した。2018年3月にラジオDJの活動を卒業した後は、ヨガインストラクター、司会業の活動を続けている。 

## 過去のおもな出演番組

### ラジオ
- Crystal Passage（1992年4月 - 1994年3月、Kiss-FM KOBE）
- Karen's Beat Access（1994年4月 - 1996年3月、Kiss-FM KOBE）
- TWILIGHT Kiss （Kiss-FM KOBE）※震災直後、1995年2月～1995年3月での特別編成プログラム。
- After Dark（1998年10月 - ?、Kiss-FM KOBE）
- Kiss'n LAWSON SUPERDUPER RADIO（Kiss-FM KOBE）
- MEGA HITS CONNECTION（1996年4月 - 1998年9月、Kiss-FM KOBE）
- Kiss Stopping On The Way（Kiss-FM KOBE）※ラジオ活動復帰後初のレギュラー。
- KAREN & TARZAN ONCE A MONTH（Kiss-FM KOBE）
- BRANDNEW KOBE（2003年4月 - 2003年3月、Kiss-FM KOBE）水・木担当
- MUSIC ROUTE → Driving Around 神戸トヨペット（Kiss-FM KOBE）
- Qlep KOBE NAVIGATION → KOBE GROOVE NAVIGATION（Kiss-FM KOBE）
- BRANDNEW KOBE FRIDAY（2009年1月 - 8月、Kiss-FM KOBE）
- ROUTE 894（α-STATION）
- AMUSIC MORNING 765（FM COCOLO）
- FRIDAY AFTERNOON DELIGHT / SATURDAY AFTERNOON DELIGHT（FM COCOLO）
- MUSIC ISLAND BREEZE Friday edition / Saturday edition（FM COCOLO）

### テレビ
- KOBE CALLING（1996年10月 - 2003年3月、サンテレビ）
- スタンダップ!（2003年10月 - 2007年3月、朝日放送）

など